# 三納貴弘
三納 貴弘（さんのう たかひろ、1995年11月21日 - ）は、日本のYouTuber。以前は「ばなな」という名義で活動していた。YouTubeチャンネル『三納物語』を運営している。

## 略歴
1995年11月21日、愛知県瀬戸市に、老舗の和菓子屋「三納屋」の次男として生まれる。瀬戸市立效範小学校から瀬戸市立南山中学校を経て、愛知県立緑丘商業高等学校（現：愛知県立緑丘高等学校）中退、ルネサンス豊田高等学校卒業。
高校在学中（のちに中退）だった2013年に、教師からのいじめなどによって抱えたストレスをきっかけに統合失調症を発症し入院。「ばななTV」というチャンネルを開設し、YouTube活動を始める。2015年7月10日に現在のチャンネルとなる「三納物語」を開設し、ばななとして出演。2016年3月には、東海オンエアのてつやに才能を見出され、本格的にYouTuberとして活動を開始する。その後、YouTuber事務所GENESIS ONEに入所するも、2017年8月に方向性の違いから契約が解除される。2018年7月にインフルエンサーマネジメント事務所「テクサ」（現在のライバー）に所属していたことが発表されたが(所属は1月から) 、10月12日に事務所の公式Twitterで契約の解除が発表された。以降は、フリーランスとして活動。2021年4月13日に精神疾患による苦悩から引退を宣言するも、後に撤回。同年秋から、地上波番組の放送作家としても活動を開始した。2022年1月、愛知県内のサービスエリアで動画を撮影していた際にビデオカメラとパソコンの盗難被害に遭い、撮影・編集の手段や今までの撮影データが失われてしまったことから、活動停止を余儀なくされた。3月1日に動画投稿を再開後は、故郷の愛知から離れ福岡県北九州市を拠点に活動。現在は、北九州を離れ、関東や愛知などを転々としながら、動画投稿を継続している。2023年8月8日、木曽三川公園公認アンバサダーに就任したことが発表された。

## 人物
- 動画内では、コンテンツを面白くするために明るくクレイジーなキャラクターを演じているが、三納自身は繊細で真面目な性格であることを明かしている。また、人に親切にする動画についても、本当は人に親切にすることに興味があるわけではなく、面白い動画をつくりたい気持ちが本心であると本音を明かしている[7]。

- 前述した経緯から統合失調症を患っており、YouTuberとして活動中の2018年9月に再発して活動を休止して以降、何度か症状が悪化し活動を休止している[8]。更に、2021年8月には、2020年6月に解離性同一性障害（多重人格）、同年7月に双極性障害を発症していたことを自身の動画で明らかにした[9]。

- フリーランスで活動する和菓子職人の三納寛之は腹違いの兄である[10]。

## 出演

### テレビ番組
- キラ×バズTV!?（2021年11月17日 - 、TOKYO MX）[11][12]。※番組内企画「目指せ！紅白三納×TiiiMOの夢物語」の構成も担当している。

### インターネット番組
- 街録ch〜あなたの人生、教えて下さい〜(三谷三四郎)（2022年1月23日、YouTube番組）
- キヨアキ食堂(株式会社日榮TRIBE)（2023年8月23・24日、YouTube番組）

## ディスコグラフィ

### 参加楽曲
- 「I Like Banana (feat. 三納物語)」渋谷のドフラミンゴ a.k.a.るーとなな『I Like Banana (feat. 三納物語)』 （2020年4月5日）[13]

## 関連人物

### スタッフ
- 藤原 - 初代スタッフ
- 清水 - 二代目スタッフ
- ハーバード - 三代目スタッフ
- まいこ - 臨時カメラマン兼準レギュラー出演者

### ゲスト出演者
- リコーダーの妖精けんけん - 三納物語での企画｢不審者に1万円を渡したら衝撃の行動に出た...｣に参加。2024年4月30日時点で、チャンネル内の再生数上位の動画である。[14]。
- 中村勝也 - ミュージシャン。三納物語での企画｢365日毎日作曲チャレンジ｣に参加[15][16]。
- 催眠術師Dai - 催眠術師。三納物語での企画｢23歳・童貞に「自分がヤリチンだと思い込む催眠術」をかけたら童貞卒業できるのか？｣に参加[17]。
- 椿明来 - アイドル。三納物語の企画「ホームレスにシルバニアファミリー渡してみた結果wwwwwww」に参加。
- 孔雀団 - 三納物語の企画「レンタルYouTuber」の「#解散寸前の芸歴18年の漫才師と素人が舞台で漫才対決して素人が勝ったら即引退【レンタルYouTuber】」に参加。[18]
- 吉岡竜輝 - 俳優。三納物語での企画「レンタルYouTuber」の｢#4歳から俳優をしていたが19歳で無職になった男の人生相談」に参加[19]。
- Non Stop Rabbit - ロックバンド。三納物語での企画｢【ドッキリ】もしもオタクの中身がプロの歌手だったら。｣に参加[20]。
- だいにぐるーぷ - YouTuberグループ。三納物語の「一日三本投稿」予告編動画に出演[21]。
- やまと(コムドット) - YouTuberグループコムドットのリーダー。当時同グループが行っていた「やまと貸します」企画の一環で、「コムドットやまとをサイゼリヤに呼び出してみた」に出演[22]。
- BUNZIN - YouTuber。三納物語での「逮捕ドッキリ」の企画等に出演[23]。
- つる兄 - YouTuber。三納物語の動画の協力者として不定期に登場する。
- もっくん - YouTuber。三納物語の動画の協力者として一時期、不定期に登場する。
- レンタルなんもしない人 - 三納物語の企画「レンタルなんもしない人をレンタルして依頼者も何もしなかったらどうなるのか？」に出演[24]。
- かけぞう - 三納物語の企画「朝倉未来が「性欲」と言う度に抜かないといけないBreakingDownはしご酒が鬼畜すぎて珍棒イカれたwwwwwwwwwwww」に出演。
- いけちゃん - 三納物語の企画「いけちゃんが移住した秋田県の過疎村の謎の古民家で5日間奴隷になってみた【前編】」と「いけちゃんが移住した秋田県の過疎村の謎の古民家で5日間奴隷になってみた【後編】」に出演。